# Табу
Табу́ (від полінезійського слова tapu або tabu, що означало — заборона) — категорична заборона на певну дію, порушення якої повинно спричинити негативні наслідки. Табу виникли і сформувалися на соціальній, магічній і релігійній основі в період первісного суспільства, у якому вони регламентували і регулювали життя індивідів і груп (родини, роду, племені та ін.).
Сукупність табу, що накладаються жерцями і вождями, охоплювала різні сторони життя і поширювалася на:
- слова (заборона вимовляти за певних обставин імена людей, небіжчиків, духів, богів, назви тварин і ін.);
- людей (жінок, воїнів, правителів тощо);
- тіло людини і частини тіла;
- спілкування, сексуальні і шлюбні відносини, різноманітні форми і види поведінки, дії повсякденного життя (відкриття обличчя, вихід з житла та ін.);
- їжу і питво;
- тварин, рослини, різні предмети і символи предметів (землю, зброю, амулети тощо), відвідування тих чи інших місць та багато ін.

Відповідно до існуючих забобонів і традицій, порушення заборони мало наслідком кару надприродних сил (у вигляді причини, хвороби або смерті) і різноманітних соціальних санкцій з боку співтовариств та їх лідерів. У первісні і наступні часи табу виступали як засіб соціального контролю і соціального керування. У процесі історичного розвитку частина табу трансформувалися та ввійшли у вигляді різних уявлень (наприклад, про гріх), цінностей і норм (наприклад, заборона зображувати людину в ісламській культурі та ін.) у мораль, релігію, право і повсякденне життя людей.
Вважається, що табуювання як звичай, уперше було відзначено в 1771 Дж. Куком в аборигенів островів Тонґа (Полінезія) під час навколосвітнього плавання.
У ряді концепцій, що пояснюють істотні моменти походження, змісту і функціонування табу найбільший вплив мають: 1) магічна (розглядає заборони як негативну форму практичної магії, що відрізняється від чаклунства як позитивної форми магії — Фрезер та ін.); 2) релігіознавча (пояснююча табу як «священні закони» і заборони, зв'язані з віруваннями в надприродних істот — Тайлор та ін.); 3) психологічна (надає психоаналітичне трактування табу як вираження амбівалентних станів і стосунків, і підкреслює роль табу як форму первісної моралі й одного з «пускових механізмів цивілізації» — Фройд та ін.); 4) антропологічна (що тлумачить табу як форму соціального контролю — Малиновський та ін.) і їхні різні версії і комбінації.